# 박영석
박영석(朴英碩, 1963년 11월 2일 ~ 2011년 10월 18일)은 대한민국의 산악인이자 탐험가이다.

## 생애
2005년 4월 30일(한국시간 기준: 5월 1일)에 북극점에 도달함으로써, 세계 최초로 탐험가 그랜드슬램(Explorers Grand Slam)을 달성하여 기네스북에 등재되었다. 한국에서 최초, 세계에서 8번째로 히말라야 8000미터 이상의 봉우리 14좌를 완등(세계 최단기간)한 산악인이기도 하다. 2011년 10월 18일 오후4시,히말라야 안나푸르나 남벽에서 실종
된 후 2명의 대원과 함께 소식이 끊겼다. 이후 대한산악연맹을 중심으로 두 차례 구조대를 파견했지만 아무런 흔적을 찾지 못했다.

## 서훈
- 1993년 체육포장
- 2003년 체육훈장 청룡장(1등급)

## 같이 보기
- 탐험가 그랜드슬램
- 강기석

## 참고 자료
- 박영석의 공식웹사이트
- Mr. Park completes the Grand Slam (everestnews.com) May 1, 2005
- True Grand Slam (mounteverest.net)
- Arctic wrap-up: Tension increasing in Russia, Korean Park starting from Canada
- Breaking News: Park Young-seok (aka Mr. Park) has just became the first person to complete the GRAND SLAM! (adventuregrandslam.com)
- 네이버 캐스트 : 박영석